# Santa Rosa (métro de Santiago)
Pour les articles homonymes, voir Santa Rosa.
Santa Rosa est une station de la Ligne 4A du métro de Santiago, dans les communes de La Granja et San Ramón.

## La station
La station est ouverte depuis 2006.

## Origine étymologique
La station porte ce nom parce qu'elle est située à l'intersection de l'autoroute Vespucio Sur et de l'Avenue Santa Rosa.